# ۱۰۳۰ (قمری)
۱۰۳۰ (قمری)، هزار و سی‌امین سال در گاهشماری هجری قمری است. اول محرم این سال برابر با بیست و ششم نوامبر سال ۱۶۲۰ میلادی است.

## درگذشتگان
- ۱۲ شوال - شیخ بهایی دانشمند عصر صفوی